# Brama Niebiańskiego Spokoju

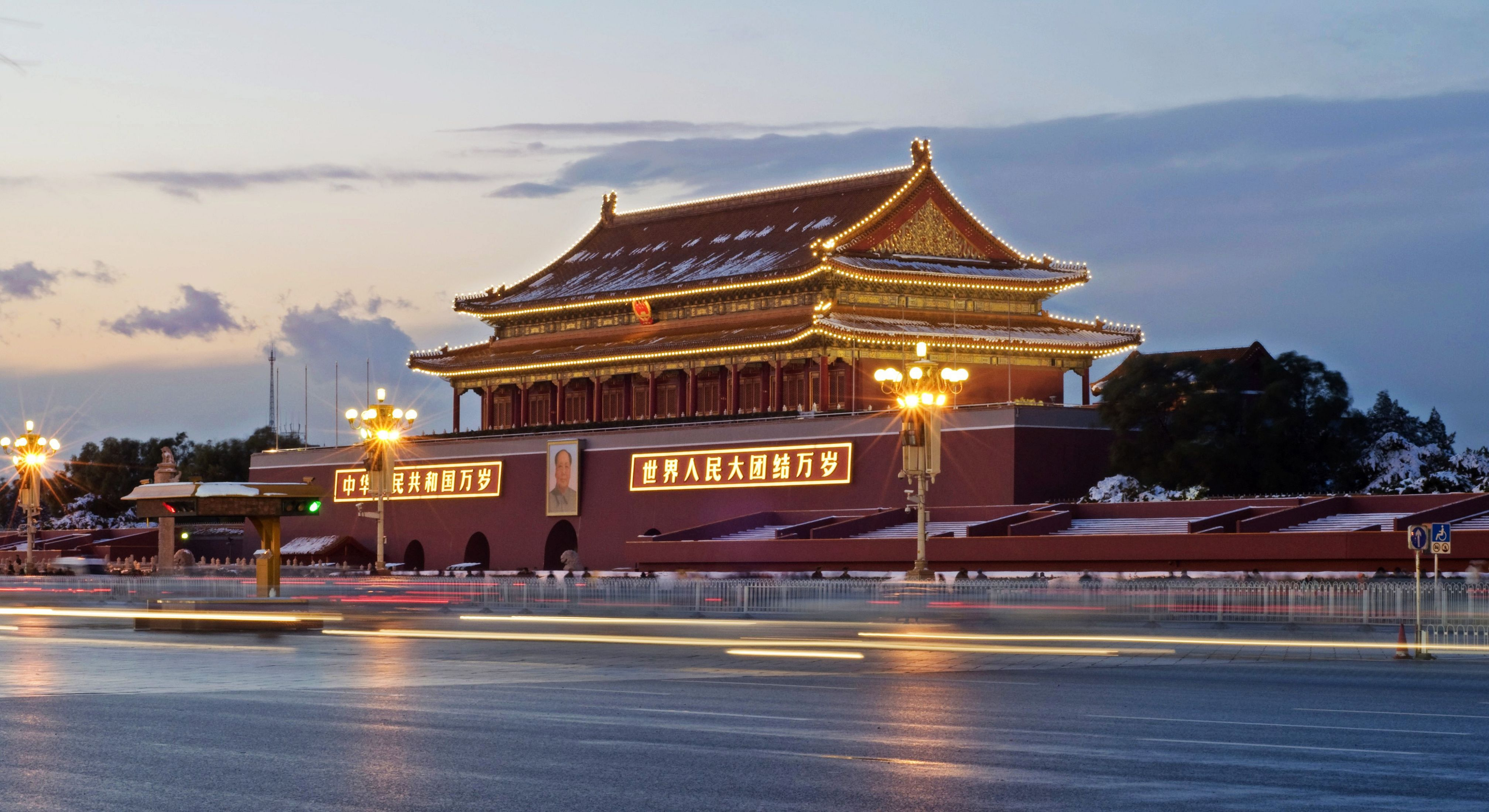
Brama Niebiańskiego Spokoju.

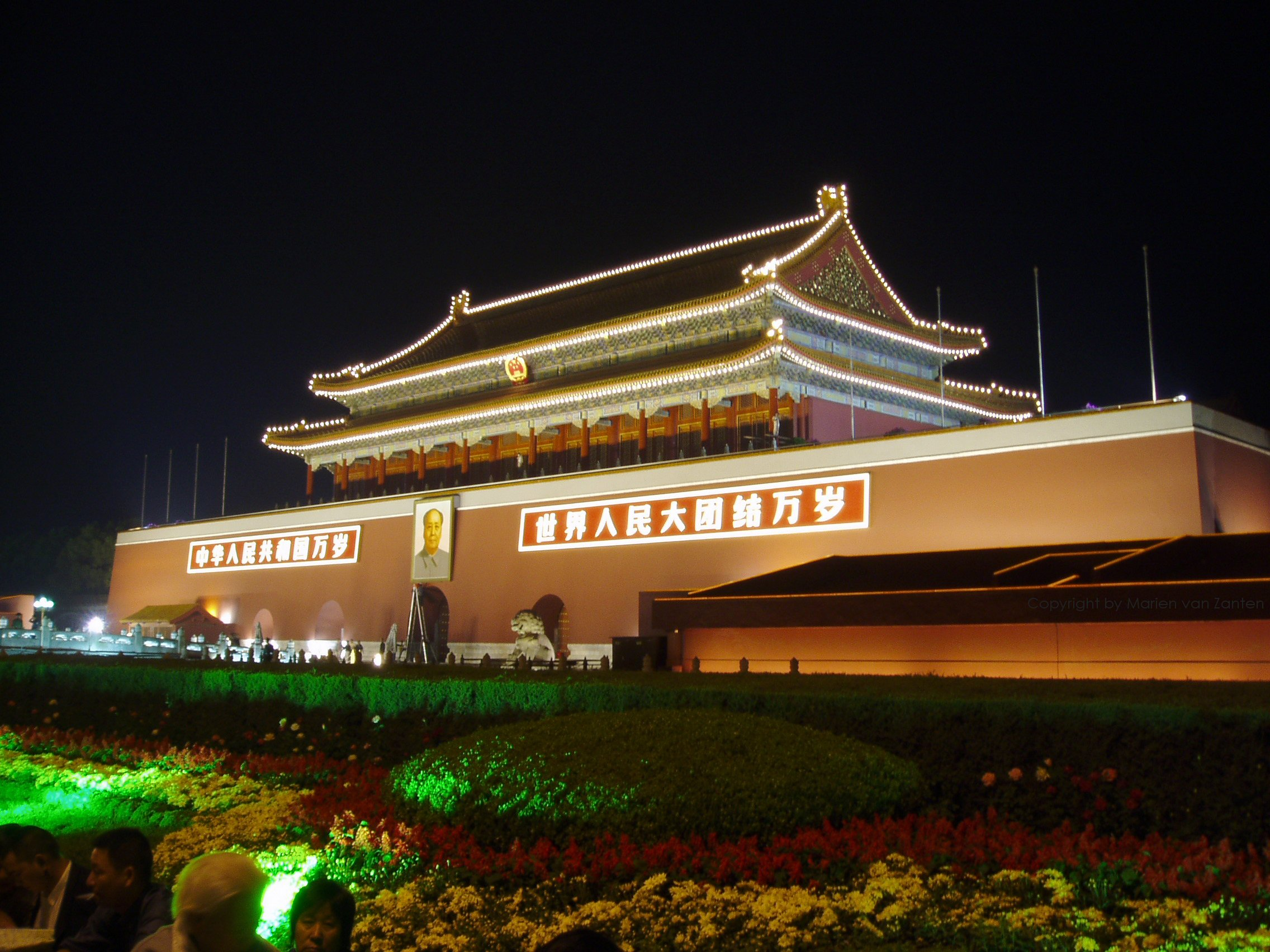
Brama Niebiańskiego Spokoju nocą.

Brama Niebiańskiego Spokoju (chin. upr. 天安门, chin. trad 天安門, pinyin Tiān’ānmén) – monumentalna brama w Pekinie, stanowiąca narodowy symbol Chin i umieszczona w godle Chińskiej Republiki Ludowej.

## Historia
Brama wraz z placem powstały w 1417 roku, za panowania cesarza Yongle. Początkowo brama miała kształt typowego paifangu. Zniszczona w wyniku pożaru w 1465 roku została odbudowana w monumentalnym kształcie podobnym do dzisiejszego i otrzymała wówczas nazwę Chengtianmen (chin. upr. 承天门, chin. trad. 承天門, pinyin: Chéngtiānmén; Brama Wspierająca Niebo). Brama została zniszczona podczas powstania Li Zichenga w 1644 roku. Po objęciu rządów przez dynastię Qing brama została w 1651 roku odbudowana i nadano jej wówczas znaną dzisiaj nazwę. W okresie cesarstwa brama odgrywała rolę łącznika między Zakazanym Miastem a światem zewnętrznym. Z jej szczytu spuszczano na sznurze w dziobie rzeźbionego feniksa cesarskie edykty, ogłaszano wyniki egzaminów państwowych i żegnano ekspedycje wojskowe. Raz do roku z lewej części bramy cesarski urzędnik przeprowadzał rewizję wyroków śmierci, które napływały do Pekinu; w przypadku zatwierdzenia kary wykonywano ją na miejscu. Sam cesarz pojawiał się na bramie bardzo rzadko; jeśli już to następowało, towarzyszył mu kilkutysięczny zastęp.
Z tarasu na szczycie bramy 1 października 1949 Mao Zedong ogłosił powstanie Chińskiej Republiki Ludowej. Podczas obchodów świąt państwowych zasiadają na nim najwyżsi przedstawiciele władz. Dla publiczności taras został otwarty w 1988 roku.
Pod koniec lat 60. XX wieku brama była w bardzo złym stanie. Na polecenie premiera Zhou Enlaia w latach 1969–1970 zasłonięto ją rusztowaniami i w tajemnicy rozebrano, po czym odbudowano przy użyciu tradycyjnych technik i materiałów.

## Opis

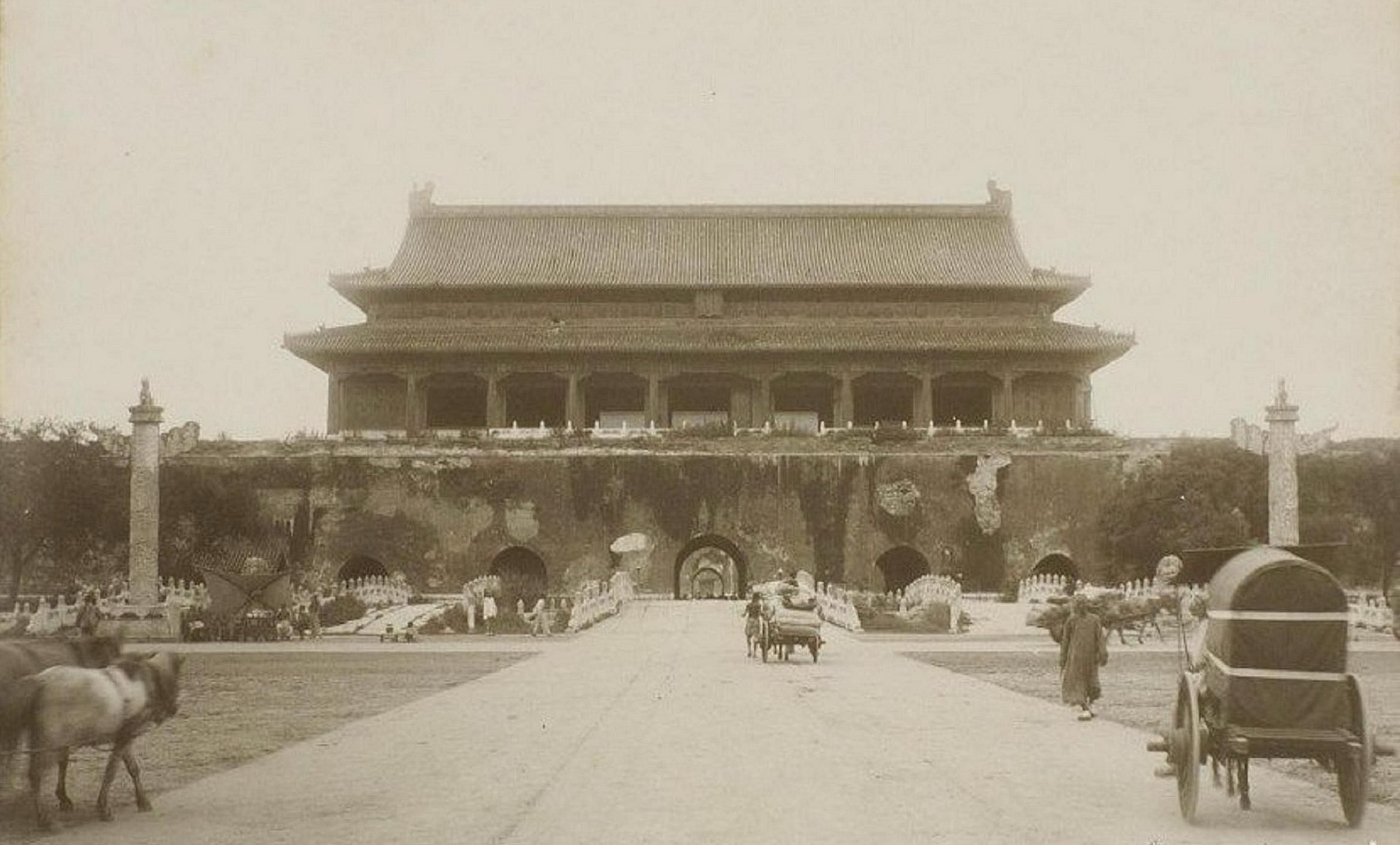
Brama w 1901 roku

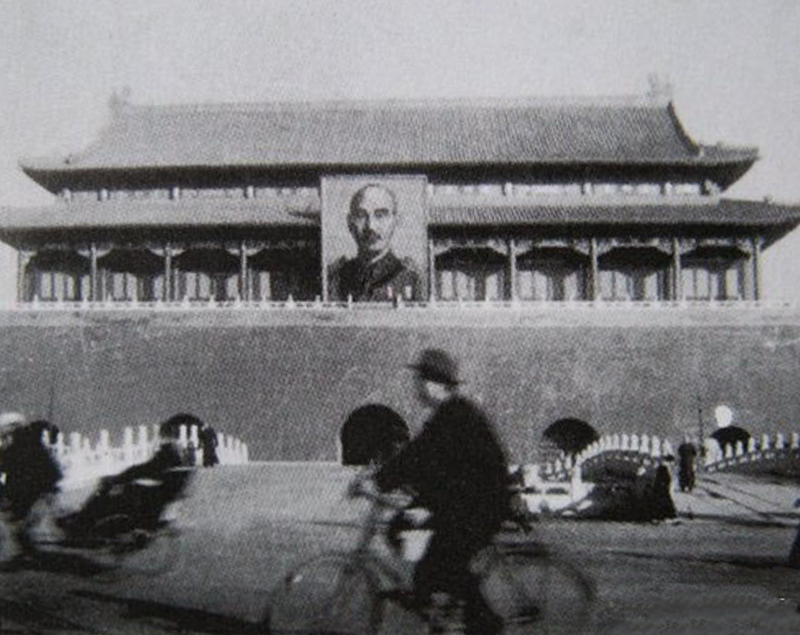
Brama z portretem Czang Kaj-szeka, lata 40. XX wieku

Brama znajduje się na północnej stronie placu Niebiańskiego Spokoju i stanowi wejście na terytorium Miasta Cesarskiego. Dawniej stanowiła pierwszy element warownej drogi łączącej Zakazane Miasto ze światem zewnętrznym, która obecnie już nie istnieje. Tuż za nią znajdują się: po wschodniej stronie dawna świątynia Cesarskich Przodków, zaś po zachodniej park Zhongshan z ołtarzem Ziemi i Zbiorów.
Brama ma 66 metrów długości, 37 m szerokości i 32 m wysokości. Posiada pięć wejść i dziesięć wewnętrznych korytarzy. Środkowe wejście służyło jedynie cesarzowi. Przed bramą znajduje się fosa zwana Złotą Rzeką (Jinshuihe), z siedmioma przerzuconymi nad nią marmurowymi mostkami. Przed nimi wznoszą się dwie 10-metrowe kolumny huabiao i dwa posągi lwów.
Nad głównym wejściem bramy od 1949 roku zawieszony jest ogromny portret Mao Zedonga. Początkowo, między 7 lipca 1949 a proklamacją ChRL 1 października tegoż roku obok znajdował się również wizerunek Zhu De. Pierwszy portret przedstawiał Przewodniczącego w innym ujęciu, z czapką na głowie. Obecny portret został wykonany w latach 60. przez Zhanga Zhenshi na podstawie fotografii zrobionej w 1964 roku przez Chen Shilina. W 1953 roku po śmierci Józefa Stalina czasowo zamiast Mao wywieszono jego portret, zaś po śmierci Mao w 1976 roku na znak żałoby zamiast portretu zawieszono czarno-białe zdjęcie. Kilkukrotnie dochodziło do prób jego zniszczenia; oblewano go farbą (m.in. podczas protestów studenckich w 1989 roku), a w 2007 roku doszło do próby jego podpalenia.
Po obu stronach bramy znajdują się wielkie tablice ze sloganami, po lewej o treści Niech żyje Chińska Republika Ludowa (中华人民共和国万岁, Zhōnghuá Rénmín Gònghéguó wànsuì) i po prawej Niech żyją zjednoczone ludy świata (世界人民大团结万岁, Shìjiè Rénmín dà Tuánjié wànsuì). Napis po prawej stronie brzmiał pierwotnie Niech żyje Centralny Rząd Ludowy (中央人民政府萬歲, Zhōngyāng Rénmín Zhèngfǔ wànsuì). Oba slogany pierwotnie zapisane były tradycyjnym pismem chińskim; w 1964 wymieniono je na nowe, zapisane pismem uproszczonym.
Tradycja zawieszania na bramie portretów i sloganów sięga czasów wcześniejszych niż powstanie ChRL. Przed 1949 rokiem nad wejściem wisiał portret Sun Jat-sena (od 1925), a następnie Czang Kaj-szeka (od 1945), zaś w okresie japońskiej okupacji Pekinu pod dachem zawieszono hasło Zbudujmy Nowy Porządek we Wschodniej Azji (建设东亚新秩序, jiànshè dōngyà xīn zhìxù).

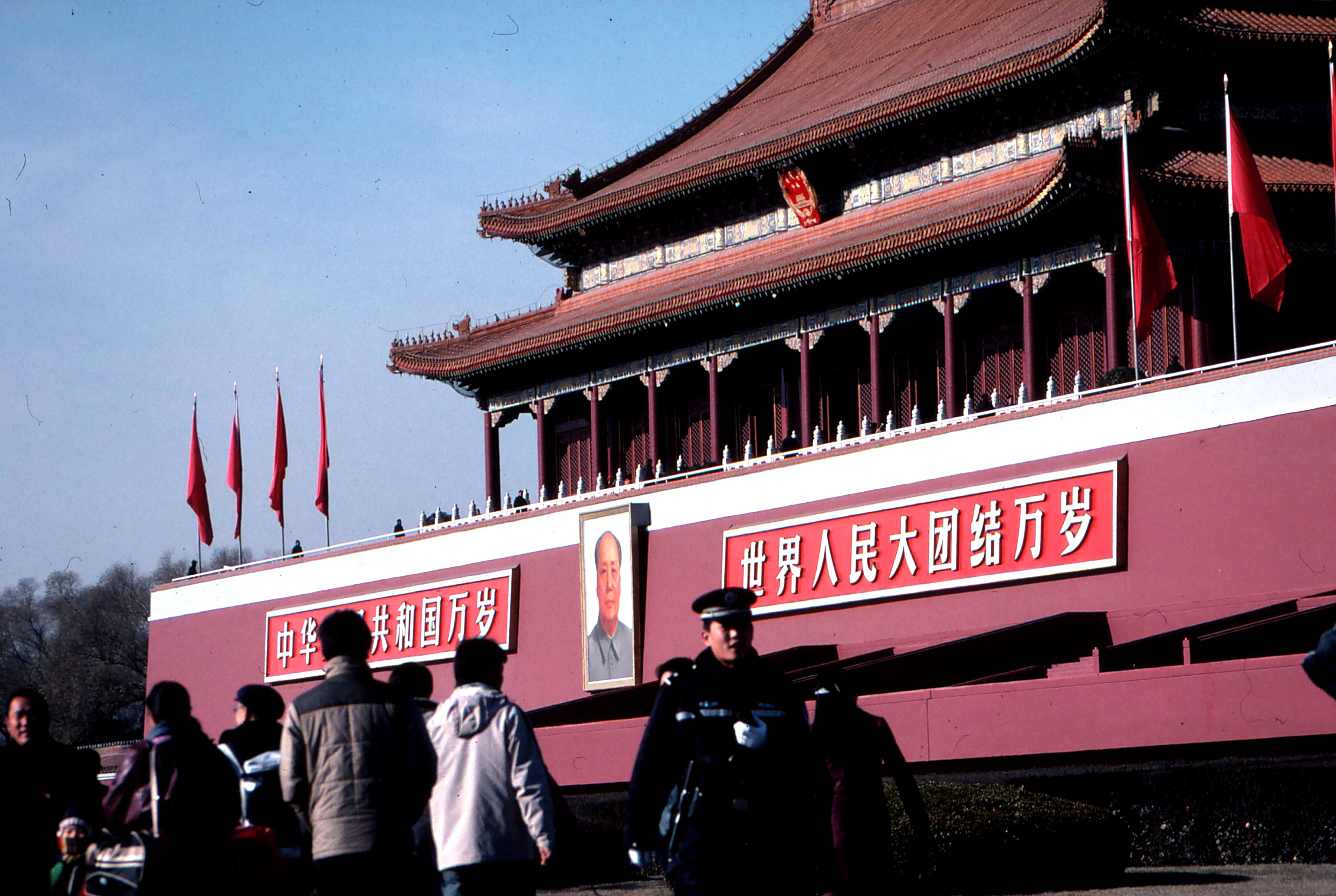
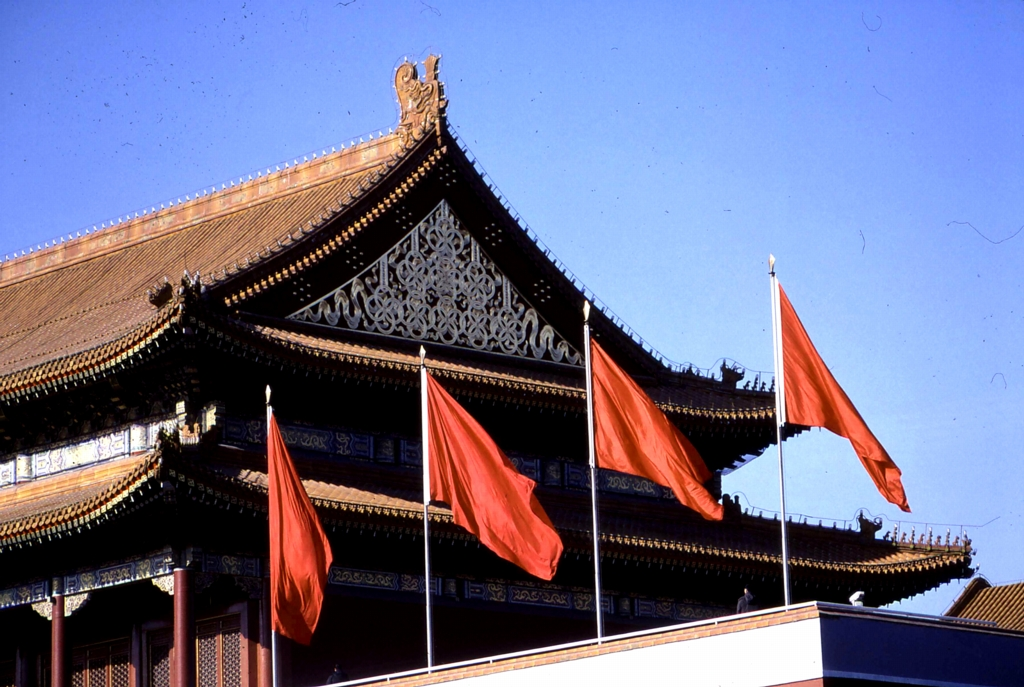
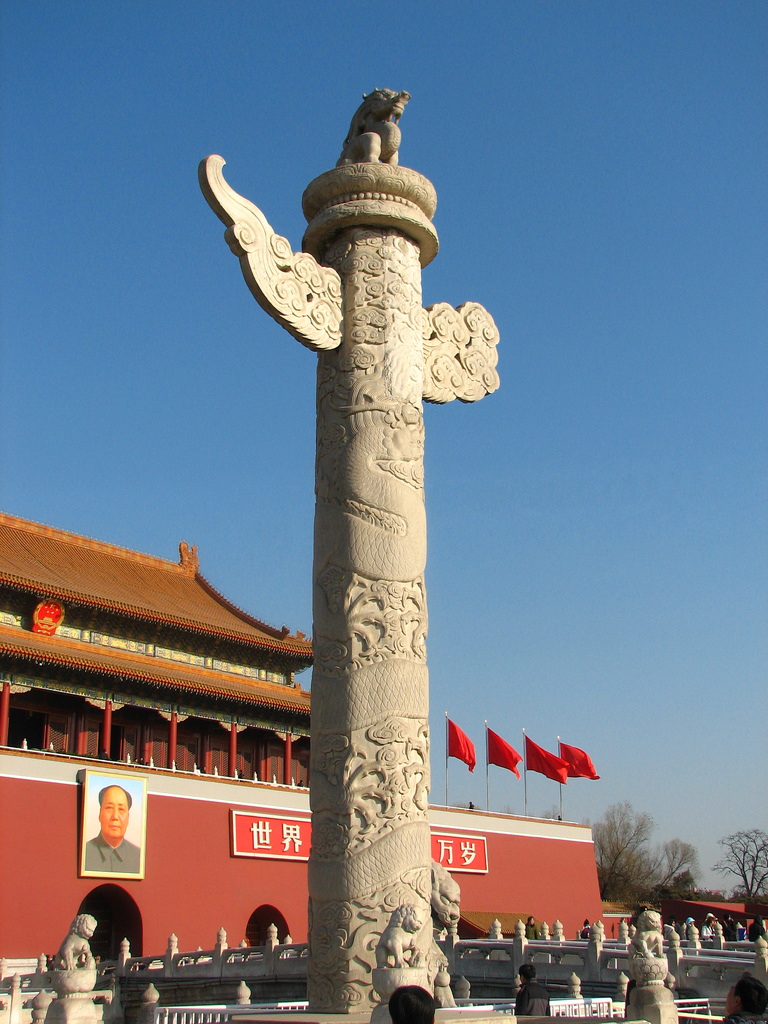
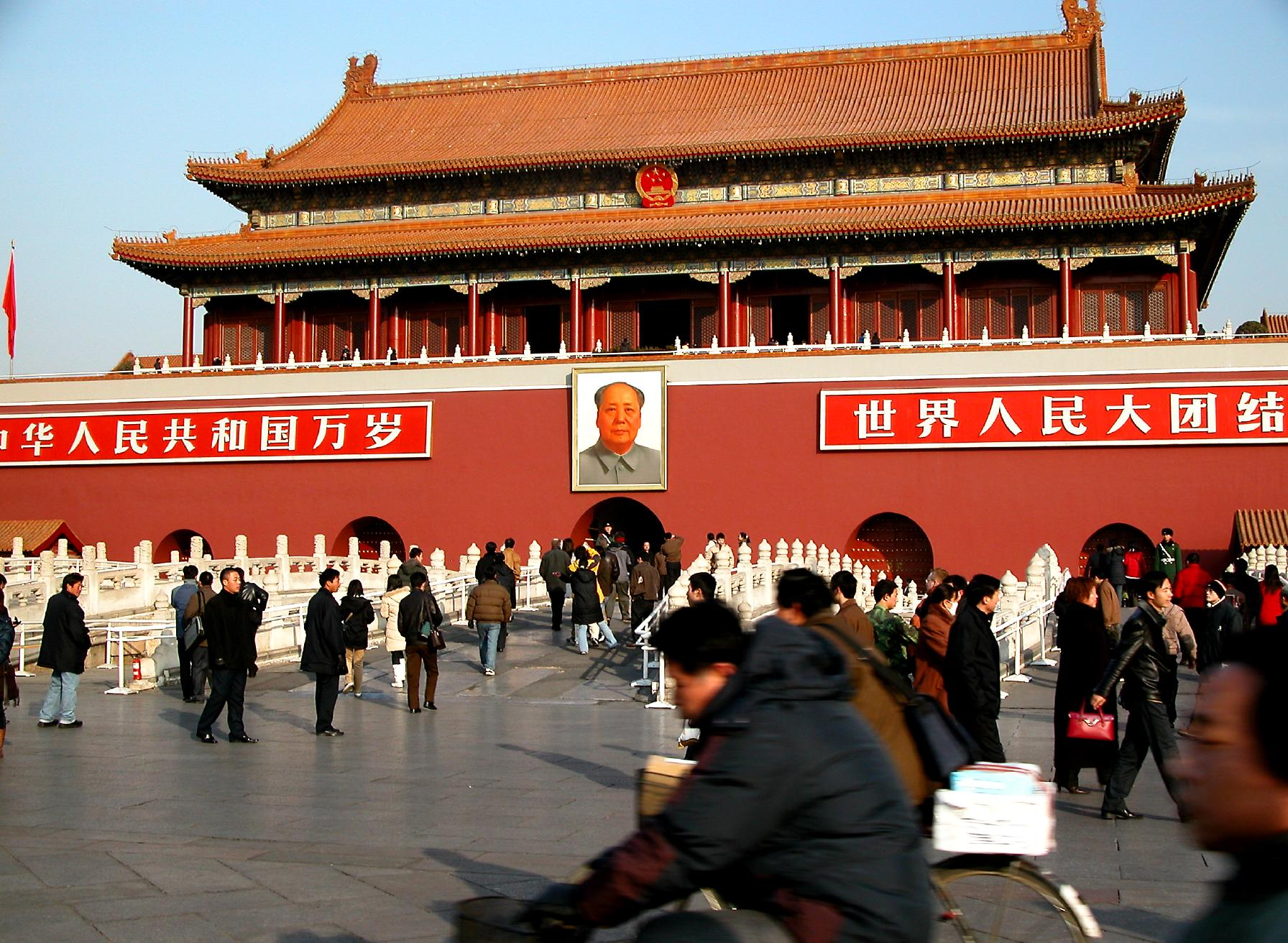